# 1606

## Събития
- 27 януари – Започва процесът срещу Гай Фокс.
- 31 януари – Гай Фокс е екзекутиран.
- 12 април – Първият Юниън Флаг е приет за национално знаме на Обединеното кралство.
- 8 май – Лъжедмитрий II се жени за Марина Мнишек в Москва.
- 17 май – Въстание в Москва. Убит е Лъжедмитрий I.
- 19 май – Василий IV Иванович Шуйски става цар на Русия.
- 11 ноември – Сключен е Житваторогския мирен договор.
- 26 декември – Пиесата „Крал Лир“ на Уилям Шекспир е представена в кралския двор.
- Пиесата на английския драматург Бен Джонсън „Волпоне“ е поставена за първи път.

## Родени
- 10 февруари – Кристин Мари, френска принцеса
- 27 февруари – Лоран дьо Ла Ир, френски художник
- 3 март – Едмънд Уолър, английски поет († 1687 г.)
- 12 май – Йоаким фон Сандрарт (Joachim von Sandrart, немски художник-портретист, автор на трудове по история на изкуството († 1688 г.)
- 23 май – Хуан Карамуел и Лобковиц (Juan Caramuel y Lobkowitz), испански писател († 1682 г.)
- 25 май – Св. Шарл Гарние (Saint Charles Garnier), йезуитски мисионер († 1649 г.)
- 6 юни- Пиер Корней, френски драматург, трагик († 1684 г.)
- 19 юни – Джеймс Хамилтън, 1-ви херцог Хамилтън, шотландски държавник († 1649 г.)
- 15 юли – Рембранд ван Рейн, нидерландски художник от Златния век на Нидерландия († 1669 г.)
- 27 септември – преп. д-р Ричард Бъсби (Richard Busby), духовно лице и директор на Кралския колеж „Св. Петър“ в Уестминстър в продължение на 57 години († 1695 г.)
- неизвестна дата
  - Едмънд Кастел, английски ориенталист († 1685 г.)
  - Джовани Франческо Грималди, италиански архитект и художник († 1680 г.)
  - Токугава Таданага (Tokugawa Tadanaga), японски благородник, внук на първия шогун Токугава Иеясу († 1633 г.)

## Починали
- 17 май – Лъже-Дмитрий I, цар на Русия
- 30 януари – Еверард Дигби, английски заговорник (екзекутиран) (р. 1578 г.)
- 30 януари – Робърт Уинтур, английски заговорник (екзекутиран) (р. 1565 г.)
- 31 януари – Гай Фокс, английски заговорник (екзекутиран) (р. 1570 г.)
- 31 януари – Амброуз Роукуд, английски заговорник (екзекутиран)
- 31 януари – Томас Уинтур, английски заговорник (екзекутиран) (р. 1571 г.)
- 25 март – Франсоа дьо Бар, френски учен (р. 1538 г.)
- 3 април – Чарлз Блаунт, 1-ви граф на Девън, английски политик (р. 1563 г.)
- 3 май – Хенри Гарнет, английски йезуит (екзекутиран) (р. 1555 г.)
- 17 май – Лъжедмитрий I, претендент за руския трон
- 2 септември – Карел ван Мандер, нидерландски живописец и поет (р. 1548 г.)
- 13 ноември – Джеронимо Меркуриали, итлиански филолог и лекар (р. 1530 г.)
- 20 ноември – Джон Лили, английски писател (р. 1553 г.)